# بولي كوش
بولي كوش (بالإنجليزية: Polly Koch)‏ هو لاعب كرة قدم أمريكية أمريكي، ولد في 27 يناير 1895 في فوند دو لاك في الولايات المتحدة، وتوفي في 22 يونيو 1976 في هارتفورد في الولايات المتحدة.

## وصلات خارجية
- بولي كوش على موقع مرجع كرة القدم المحترفة.كوم (الإنجليزية)